# Alexander von Baumbach
Alexander Edmund Heinrich Ferdinand Gottlieb von Baumbach zu Ropperhausen (* 11. Januar 1814 in Kassel; † 30. Juni 1894 ebenda) war Außenminister von Kurhessen in der Regierung Ludwig Hassenpflug (1850–1855).

## Familie
Alexander von Baumbach entstammte dem zur Althessischen Ritterschaft gehörenden Adelsgeschlecht derer von Baumbach. Er war ein Sohn von Ludwig Georg Karl Wilhelm von Baumbach, Direktor und Erstes Mitglied der Landeskreditkassen-Direktion, und dessen Ehefrau Maria Anna Steinbach, Tochter des Geheimen Kabinettssekretärs Heinrich Steinbach. Alexander von Baumbach studierte ab 1832 in Marburg, Berlin und Göttingen Rechtswissenschaft. Er war Mitglied der Corps Hassia Göttingen und Hassia Marburg.
Er heiratete am 15. November 1847, zu diesem Zeitpunkt Geschäftsträger der kurfürstlichen Gesandtschaft in München, Elisabeth Freiin von Gumppenberg (* 27. März 1821 in München; † 10. Januar 1891 in Kassel), Tochter des Präsidenten des Bayerischen Oberappellationsgerichts, Karl Freiherr von Gumppenberg.

## Laufbahn
Ab 1837 war Alexander von Baumbach Referendar am Obergericht für die Provinz Niederhessen in Kassel. Er wechselte 1840 ins kurhessische Außenministerium, war ab 1841 Legationssekretär an der kurfürstlichen Gesandtschaft in Wien und von 1843 bis 1849 Geschäftsträger an der kurfürstlichen Gesandtschaft in München, wo er auch seine Frau kennenlernte. Er wurde wegen seiner konservativen Ansichten vom kurhessischen Märzministerium aus München abberufen. Ab 1849 war er Vortragender Legationsrat im geheimen Kabinett des Kasseler Kurfürsten Friedrich Wilhelm I. in Haus-, Hof- und Privatangelegenheiten.
Am 22. Februar 1850 wurde Alexander von Baumbach zum Vorsteher des Außenministeriums in das zweite Kabinett des höchst konservativen Ludwig Hassenpflug berufen. Als jüngstes Kabinettsmitglied – er war bei Amtsantritt 36 Jahre alt – hatte er zunächst Durchsetzungsschwierigkeiten sowohl gegenüber Hassenpflug als dann in der Folgezeit auch gegenüber dem Kurfürsten. Letzterer traf außenpolitische Entscheidungen auch an seinem Außenminister vorbei und desavouierte ihn so in seiner Position. Insgesamt verfolgte Baumbach eine österreichfreundliche Politik. Mehrfach verwaltete er in dieser Zeit auch das Justizministerium. Mit dem Kriegsminister Eduard von Haynau, der nacheinander seine Schwestern Natalie und Thekla von Baumbach heiratete, war er verschwägert. Zusammen mit Hassenpflug schied Alexander von Baumbach am 16. Oktober 1855 aus der Regierung aus.
Nach seiner Ministerzeit war er Gesandter und Bevollmächtigter Minister des Kurfürsten an den Höfen von Paris, Den Haag, Brüssel, Berlin, Dresden und Wien. 1861 versah er noch einmal für kurze Zeit das Amt des Außenministers vertretungshalber.
Nach der Annexion des Kurstaates durch Preußen nach dem Preußisch-Österreichischen Krieg 1866 wurde Alexander von Baumbach nach der Gefangensetzung des Kurfürsten von der Bundesversammlung als Bundeskommissar für Kurhessen eingesetzt. Von Hanau aus verkündete er am 30. Juni 1866, dass er die Leitung der Regierungsgeschäfte in Kurhessen übernommen habe. Mitte Juli floh er mit dem Bundestag nach Augsburg. Der preußische Generalgouverneur für Kurhessen entließ ihn unter dem 23. Juli 1866 aus dem kurhessischen Staatsdienst. Im August des gleichen Jahres verhandelte er für den Kurfürsten mit Preußen über das Vermögen des deposidierten Landesherren. Ergebnis war der Vertrag von Stettin, in dem Friedrich Wilhelm, ohne auf seine Hoheitsrechte definitiv zu verzichten, gegen eine finanzielle Abfindung seine Untertanen von ihren Pflichten ihm gegenüber entband.
Bis zu seinem Tod lebte Baumbach in Kassel und auf seinem Gut und Schloss Großropperhausen  in Großropperhausen – seit 1856 ein Fideikommiss.